# Magyarországi időszaki lapok listája
A magyarországi időszaki lapok listája:

## Jelenleg is megjelenő nyomtatott magyar nyelvű időszaki lapok

### Megjelenési gyakoriság szerint
A naponta, hetente és kéthetente megjelenő lapok listája. A lapok neve mögött a kiadóvállalat található. A havilapokat lásd a téma szerinti bontásban.

#### Országos napilapok
Országos napilap jelenleg (2023. január) Magyarországon 5 működik. Ebből 2 politikai, 1 sport, és 2 bulvártematikájú.
| Cím           | Alapítás éve | Kiadó                                   | Politikai ideológia         | Példányszám | Tematika          |
| ------------- | ------------ | --------------------------------------- | --------------------------- | ----------- | ----------------- |
| Népszava      | 1877         | XXI. Század Média Kft.                  | baloldal, szociáldemokrácia | 20 122      | politika, közélet |
| Magyar Nemzet | 2019         | Magyar Idők Kiadó Kft.                  | jobboldal, konzervativizmus | 14 873      | politika, közélet |
| Blikk         | 1994         | Ringier Axel Springer Magyarország Kft. | baloldal, liberalizmus      | kb. 80 000  | bulvár, politika  |
| Bors          | 2007         | Mediaworks Hungary Zrt.                 | jobboldal, konzervativizmus | kb. 50 000  | bulvár, politika  |
| Nemzeti Sport | 1903         | Mediaworks Hungary Zrt.                 | jobboldali                  | 27 835      | sport             |

#### Megyei, regionális napilapok
Megyei, regionális napilap működik minden megyében (kivéve Budapestet és Pest vármegyét), és ezen belül egyetlen városi napilap létezik: ez a Dunaújvárosi Hírlap. Az összes nyomtatott megyei napilap tulajdonosa a kormányközeli médiumokat tömörítő Közép-európai Sajtó és Média Alapítvány (KESMA). A lapok közvetlenül az alapítvány, mint vállalatcsoport uralkodó tagja, a Mediaworks felügyelete alá tartoznak, 8 megyében a Mediaworks is az újságok kiadója, míg 4 megyében a Pannon Lapok Társasága, 3 megyében a Media Development Management Kft. (korábban Russmedia), 2 megyében a Lapcom, és 1 megyében a Mediaworks-tulajdonú Nógrád Hírcentrum.
- 24 óra, MediaWorks – Komárom-Esztergom vármegye
- Békés Megyei Hírlap, MediaWorks – Békés vármegye
- Délmagyarország, Lapcom – Csongrád-Csanád vármegye
- Dunaújvárosi Hírlap, Pannon Lapok Társasága – Fejér vármegye
- Dunántúli Napló, MediaWorks – Baranya vármegye
- Észak-Magyarország, Russmedia – Borsod-Abaúj-Zemplén vármegye
- Fejér Megyei Hírlap, Pannon Lapok Társasága – Fejér vármegye
- Hajdú-Bihari Napló, Russmedia – Hajdú-Bihar vármegye
- Heves Megyei Hírlap, MediaWorks – Heves vármegye
- Kelet-Magyarország, Russmedia – Szabolcs-Szatmár-Bereg vármegye
- Kisalföld, Lapcom – Győr-Moson-Sopron vármegye
- Napló, Pannon Lapok Társasága – Veszprém vármegye
- Nógrád Megyei Hírlap, Nógrád Hírcentrum – Nógrád vármegye
- Petőfi Népe, MediaWorks – Bács-Kiskun vármegye
- Somogyi Hírlap, MediaWorks – Somogy vármegye
- Tolnai Népújság, MediaWorks – Tolna vármegye
- Új Néplap, MediaWorks – Jász-Nagykun-Szolnok vármegye
- Vas Népe, Pannon Lapok Társasága – Vas vármegye
- Zalai Hírlap, Pannon Lapok Társasága – Zala vármegye

##### Budapesten megjelenő napilap
- Metropol

#### Hetilapok
- Magyar Világ
- 168 Óra
- Állás és Karrier
- Evangélikus Élet
- Élet és Irodalom
- Élet és Tudomány
- Figyelő
- Hetek
- Heti Válasz
- Helyi Théma
- HVG (Heti Világgazdaság)
- Jelen
- Képes Sport
- Keresztény Élet
- King (Közélet Ingatlan Gazdaság)
- Magyar Demokrata
- Magyar Fórum
- Magyar Hang
- Magyar Narancs
- Magyar Nők Lapja
- Mandiner
- MiNap
- Nők Lapja
- Pesti Est
- Pesti Műsor
- Reform
- Szabad Föld
- Tallózó
- Új Ember
- Vasárnapi Hírek
- Vasárnap Reggel
- Zöld Újság
- Zsaru

#### Kéthetente megjelenő lapok
- Hócipő

### Téma szerint

#### Bulvárlapok
- Best
- Blikk
- Bors
- Hello Vip
- Hot
- Story Magazin
- Ripost7

#### Egyházi és vallásos lapok
- A Lélek Szava
- A Szív
- Békehírnök
- Credo
- Domi Híradó
- Don Bosco Kalendárium
- Dunántúli Harangszó
- Ébredjetek!
- Esztergom-Budapesti főegyházmegye
- Evangélikus Élet
- Evangélikus Közlöny
- Hetek
- Híd 2005–
- Hírlevél * Szent Gellért Lelkigyakorlatos Ház
- Hitélet
- Iránytű
- Jeromos Füzetek
- Kármel
- Jó Szó
- Katolikus Kincses Kalendárium
- Katolikus Kalendárium
- Keresztény Élet
- Lelkipásztor
- Marana Tha
- Őrtorony
- Quo vadis?
- Reformátusok Lapja
- Remény
- Szent Kereszt
- Szeretet
- Tanítvány
- Tengernek Csillaga
- Új Ember
- Új Élet
- Új Misszió
- Unitárius Élet
- Vigilia
- Vértanúink-Hitvallóink
- Zászlónk

#### Gazdasági lapok
- Közgazdasági Szemle
- Napi Gazdaság (megszűnt[4])
- Világgazdaság
- GazMag
- HVG
- Portfolio.hu

#### Kulturális és életmód lapok, magazinok
- Alföld
- Arany Tarsoly
- Barikád
- Budapest
- Borsodi Szemle
- Cannabis Kultusz
- Debreceni Szemle
- Élet és Irodalom
- Életünk
- Délibáb
- Film Színház Muzsika
- Filmévkönyv
- Filmhírszolgálat
- Filmkultúra
- Filmszem
- Filmvilág
- Digitális Fotó Magazin
- Galaktika
- Glamour
- Gyermekünk
- Hetedhéthatár
- Hevesi Szemle
- Jelenkor
- Képes Nyelvmester
- Képmás családmagazin
- Kis Lant (Irodalom)
- Kortárs
- Lakáskultúra
- Művészet, 1902–1918
- Művészet, 1960–1990
- Kóta
- Magyar Hírek
- Mások
- Mozgó Világ
- Műemlékvédelem
- Nagyító
- Nagyvilág
- Pesti Műsor
- Rakéta Regényújság
- Színház
- Színházművészet
- Szovjet Irodalom
- Táncművészet
- Tiszatáj
- Új Írás
- Vasi Szemle

#### Szaklapok
- Aero magazin
- Afrika tanulmányok
- Balkán Füzetek
- Chip magazin
- Ezermester
- Figyelő
- Idegenforgalom
- Kertészet és Szőlészet
- Kistenyésztők Lapja
- Közlekedéstudományi Szemle
- Magyar Filozófiai Szemle
- Magyar Mezőgazdaság
- Mediterrán és Balkán Fórum (elektronikus)
- Munkásőr
- Élelmezés www.elelmezes.hu
- Műszaki Közlemények
- Orvosi Hetilap
- Reklámújság
- Rádiótechnika
- Szabad Föld
- Számítástechnika
- Villanyszerelők Lapja
- Vasút
- Vendéglátás
- Víz-, Gáz-, Fűtéstechnika és Hűtő-, Klíma-, Légtechnika (VGF)

#### Szakszervezeti lapok
- A MEDOSZ Lapja
- Bányamunkás
- Bőripari Dolgozó
- Brigádélet
- Élelmezési Dolgozó
- Építők Lapja
- Erdészeti és Faipari Híradó (ERFA Híradó)
- Helyiipar és Városgazdaság
- Közalkalmazott
- Közlekedés
- Magyar Vasutas
- Munka (sajtó)
- Pedagógusok Lapja
- Szakszervezeti Szemle
- Szocialista Művészetért
- Szociálpolitika
- Textilmunkás
- Typographia
- Vasas

#### Tinilapok
- Bravo
- Bravo Girl
- Ifjúsági Magazin (1965–2015)
- Popcorn
- 100xSzép
- Zsiráf (gyerekmagazin)

#### Tudományos népszerűsítő lapok
- Búvár
- Delta
- Élet és Tudomány
- Interpress Magazin (IPM)
- Nagy Magyarország
- Rubicon
- Természetbúvár
- Tudomány

#### Üzemi lapok
- ÁFOR Hírlap
- A Mi Egyetemünk
- A Jövő Mérnöke
- Armatura
- Athenaeum
- Atomerőmű
- Bányagépgyári Fórum
- Baranyai Építők
- BKV Hírlap
- Borsodi Bányász
- Borsodi Vegyész
- Budapest Kötő
- Budapesti Vegyiművek
- Camion Újság
- Chinoin
- Csepeli Posztó
- Csepel
- Danuvia
- Diósgyőri Munkás
- Egyetemi Élet
- Egyt Híradó
- Elegant
- Elzett
- ÉPFU Híradó
- Építő
- Építőgép
- Építőelem
- ARDEÉRT Híradó
- Fékon Hírlap
- Fényszóró
- Fókusz
- Fonómunkás
- Fősped-Híradó
- Fővárosi Közmű
- Futószalag
- Ganz-Mávag
- Gördülőcsapágy
- Hajdúsági Munkás
- Hajó-Daru
- Hajtómű
- Hallássérültek
- Harisnyagyári Dolgozó
- Határőr
- Híradó
- Húsipari Hírlap
- Ikarus
- Izzó
- Kábel
- Kapcsoló
- Kenderipar
- Keripari Híradó
- Kipszer-Élet
- Kisiparos Újság
- Kőbányai Gyógyszer
- Kőbányai Textil
- Kőfaragó
- Körforgó
- Közért Újság
- Közgazdász
- Lakásépítő
- Légiközlekedés
- Magyar Hajózás
- Magyar Konzervipar
- Magyar Len Híradó
- Magyar Papír
- MAFILM Híradó
- Magyar Rendőr
- Mecseki Bányász
- Mecseki Ércbányász
- Megafon
- Mestermunka
- Metró Építők
- Mezőgazdasági Mérnök
- Mezőgép Tröszt
- Műanyag
- Népi Ellenőrzés
- Népművészet-Háziipar
- Nimród
- Nógrádi Bányász
- Orion
- Orion Újság
- Orvosegyetem
- Ózdi Vasas
- Öntő
- Panel
- Papíripar és Magyar Grafika
- Patex Újság
- Rába
- Rábatext-Aranypille
- Rokka
- Ruhagyár
- Sörgyári Dolgozó
- Sütőmunkás
- Szabolcsi Építők
- Szegedi Egyetem
- Szerszámgépipar
- Szövetkezeti Hírlap
- Szövőmunkás
- Tarjáni Acél
- Taurusz Hírlap
- Taxi
- Telefon
- Textilélet
- Téglaipar
- Tisza Cipő
- Turbina
- Turbó
- Tisza Volán Életképek
- Tungsram
- Újítók Lapja
- Universitas
- Útépítők
- Üst
- Üvegipar
- VEGYÉPSZER Dolgozók Lapja
- Vegyi- és Műanyagipari Híradó
- Vetélő
- VIDEOTON Híradó
- Villamosgép
- Villamos Mérőműszer
- Villogó
- Volán Hírlap
- VOR-Hírlap
- Zalai Konfekció
- Zománv
- Zöldért Hírlap

#### Erotikus magazinok
- Playboy
- CKM
- FHM

## Magyarországon megjelenő nyomtatott idegen nyelvű időszaki lapok
- Budapester Rundschau
- Hungarian Foreign Trade
- Hungarian Travel Magazine
- Ludové Noviny
- Národne Novine
- Neue Zeitung
- New Hungarian Exporter
- The New Hungarian Quarterly
- Bенгерская Hеделя
- Maďarský Týždeň
- Vue Turistique
- Budapest Business Journal
- Daily News – Neueste Nachrichten

A lengyel lapokat lásd: Magyarországi lengyel nyelvű sajtó

## Az interneten megjelenő kiadványok
Azok a legalább hetente frissülő internetes lapok, amelyekről már van szócikk a magyar Wikipédiában.
- 444.hu
- 888.hu
- Azonnali.hu
- Hírszerző
- Index
- HWSW
- Mérce
- Origo
- PestiSrácok.hu
- Portfolio.hu
- Telex
- VS.hu

## Egykori magyarországi időszaki lapok

### A 20. század előtt
- Magyar időszaki lapok a 18. században
- Magyar időszaki lapok a 19. században

### 20. század
- A Láthatár
- Áller Képes Családi Lapja (1924–1927), hetilap
- Apollo (1932–1939)
- Az Est
- Az Ország Útja
- Az Ujság
- Családi Lap
- Csongrád Megyei Hírlap
- Délmagyarország
- Élet
- Esti Hírlap
- Északmagyarország
- Ezermester
- Fáklya
- Filmvilág
- Film Színház Muzsika
- Híd hetilap 1940–1944 közt
- Gyermekünk
- Ifjúsági Magazin
- Igaz Szó
- Kertészek Lapja
- Kisdobos
- Kortárs
- Kurír
- Láthatár
- Lobogó
- Ludas Matyi
- Magyarország
- Magyar Ifjúság
- Magyar Hírek
- Magyar Rendőr
- Magyar Vizsla
- Metropol
- Munka
- Nagyvilág (1946–48)
- Napkelet
- Népsport (1945 előtt és 1990-től Nemzeti Sport)
- Néphadsereg
- Nógrád
- Nyugat
- Ország-világ
- Pajtás
- Pártélet
- Pesti Divat
- Pesti Hírlap
- Pest Megyei Hírlap
- Szabás-Varrás
- Társadalmi Szemle
- Tér és Forma
- The Budapest Sun
- Tükör (folyóirat)
- Tükör (hetilap)
- Tűz hetilap
- Valóság
- Világosság
- Új Ász
- Új Írás
- Új Tükör
- Világ Ifjúsága

### 21. század
- Dunántúli Napló, MediaWorks – Baranya megye
- Ifjúsági Magazin
- Képes Aktuell Magazin (2 hetente megjelenő lap N.a.-2007/10)
- Magyar Nemzet, NEMZET Lap- és Könyvkiadó Kft.
- Népszabadság